# カジクムフ・ハン国
カジクムフ・ハン国（英語: Gazikumukh Khanate、ロシア語: Казикумухское ханство）は現在のロシア南部のダゲスタン共和国にあった国。君主制でラク語を話すラク人やダルギン人、アヴァール人、レズギン人が暮らしていた。イスラム教のスンナ派の国。1642年から1860年の間に存在していた。首都はクムフ。